# 723. grenadirski polk (Wehrmacht)
723. grenadirski polk (izvirno nemško 723. Grenadier-Regiment; kratica 723. GR) je bil pehotni polk Heera v času druge svetovne vojne.

## Zgodovina
Polk je bil ustanovljen 15. oktobra 1942 za potrebe 719. pehotne divizije. Uničen je bil marca 1944.
Ponovno je bil ustanovljen 14. aprila 1945.